# Margaret Paraskos
Margaret Frances Paraskos (* 1959 in Leeds) ist eine auf Zypern lebende Künstlerin.

## Leben
Margaret Paraskos ist die Tochter des zypriotischen Künstlers Stass Paraskos. Sie besuchte die weiterführende Chartham County Secondary Modern School in Chartham, Kent (England). Den Studiengang Kunst absolvierte sie als Bachelor of Arts B.A. Hons (mit Auszeichnung) an der Universität Brighton und belegte den Masterstudiengang MA Kunst der Universität Northampton, wo sie sich auf Malerei spezialisierte.
Paraskos lehrte an zahlreichen Einrichtungen und Schulen, vorwiegend in Zypern, darunter das British Forces Adult Education Centre in Akrotiri und das Cyprus College of Art  in Lempa. Dieses wurde 1969 von ihrem Vater Stass Paraskos gegründet. Als ihr Vater 2014 starb, übernahm Margaret Paraskos die Leitung des College.
Ihre Arbeiten befinden sich in Sammlungen auf Zypern, in Großbritannien, in Deutschland und der Schweiz. 

## Künstlerisches Werk
Paraskos’ künstlerischer Schwerpunkt ist die Malerei. Die griechische Zeitung Kathimerini sieht ihr Werk „durch Philosophie, Mythologie, der Poesie Homers und Ovids und ländlicher Lebensweise inspiriert“. Dieser Themenkreis führt zu kräftigen Farben und „frei fließenden Gesten, die charakteristisch sind“ für ihre Arbeiten.
Ihre Werke wurden auf Zypern, in Großbritannien und anderen Ländern ausgestellt. Eine dieser Ausstellungen war im März 2015 in Paphos auf Zypern „Travellers to ('from' im engl. Originaltext) an Antique Land“ (Reise aus einem alten Land), deren Titel sich an das Gedicht Ozymandias von Percy Bysshe Shelley anlehnt. In einem Interview zur Ausstellung sagte Paraskos, das Gedicht und diese Ausstellung teilten die Inspiration, die von dem Mysterium ausgeht, das mit der ersten Berührung mit einer fremden alten Kultur verbunden ist.
Dies sei eine poetische Annäherung an die Malerei, so Nadia Anaxagorou, die 2012 über Paraskos’ Arbeit schrieb und feststellte: „In einem von der Malerei geprägten Universum, in dem die Regeln der Ordnung, der Größenverhältnisse und der Schwerkraft aufgehoben sind.... entsteht in den Bereichen, wo Realität und Logik sich mit Träumen und Phantasie mischen, eine Gestalt aus der anderen.“
Ein starker Wunsch, mit Kunst Gefühle durch die Farbe und Formen zu vermitteln, ist unverkennbar in ihrem Anspruch, indem sie mit ihrer Arbeit versucht, „durch satte Farben, abstrakte Formen und persönliche Symbole starke Gefühle“ auszudrücken.
Paraskos selbst sagt über ihre Arbeit: „...Meine Arbeiten bestehen aus Fragmenten der Mythologie, volkstümlichen Einflüssen und Elementen der großen Skulpturenwand in Lempa... Das besondere daran ist der alles überlagernde Wunsch, diese Fragmente in Mysterien und Zeichen zu verwandeln.“